# Pimpla thoracica
Pimpla thoracica är en stekelart som beskrevs av Morley 1914. Pimpla thoracica ingår i släktet Pimpla och familjen brokparasitsteklar. Inga underarter finns listade i Catalogue of Life.